# Jonathas ende Rosafiere
Jonathas Ende Rosafiere (pol. Jonathas i Rosafiere) – średniowieczny, niderlandzki romans rycerski. Zachowały się jego cztery, jednak niekompletne edycje tekstu, które pochodzą z początku XVI wieku: jeden rękopis oraz trzy wersje drukowane. W tekście znaleźć można literackie połączenie motywów mariologicznych, antropologicznych, eschatologicznych i demonologicznych. Często był on traktowany jako nieudana imitacja innej niderlandzkiej legendy, Beatrijs.
W Jonathas ende Rosafiere znaleźć można elementy epiki rycerskiej dworskiej oraz religijnej. Wpisuje się on w ramy romansu rycerskiego i tak właśnie był interpretowany. Jest także romansem, w którym bieg wydarzeń jest z góry znany, ponieważ wszystkie wydarzenia są spełnieniem znanego wcześniej przeznaczenia, tzw. epickim miraklem maryjnym czy też religijnym romansem rycerskim.

## Streszczenie
Jonathas, syn króla, otrzymuje zgodę rodziców na małżeństwo z Rosafiere, która była niezamożna, gdyż pochodziła z ubogiego rodu. Ślub został zaplanowany na dzień św. Jana. Krótko przed ślubem pojawia się anioł, który został wysłany przez Maryję. Za jego pośrednictwem Maryja mówi Jonathasowi, że nie powinien żenić się z Rosafiere. Anioł informuje przyszłego króla, że Rosafiere urodzi dziecko z kazirodczego związku ze swoim ojcem, a następnie przez siedem lat będzie prowadzić grzeszne życie, sprzedając swoje ciało. Kiedy biskup ma już udzielić młodym ślubu, Jonathas mdleje. Wyznaje potem, że to nie Rosafiere jest jego wielką miłością, a jej siostra Eglentine, którą Jonathas poślubia. Siostry umawiają się, że zamienią się miejscami na jedną noc, by Rosafiere mogła dowiedzieć się od Jonathasa, co tak naprawdę nakłoniło go do zmiany zdania. Jonathas nie wiedząc kto jest obok niego, ujawnia to, co przepowiedział mu anioł. Dowiedziawszy się prawdy, Rosafiere, chcąc poświęcić życie Maryi, prosi Jonathasa, by ten odwiózł ją do klasztoru. Tam pełni funkcję strażnika, a Jonathas odwiedza ją każdego dnia. Po siedmiu latach ojciec Rosafiere wraca z wyprawy krzyżowej. Z pomocą diabła udaje mu się przeniknąć do klasztoru pod postacią zakonnicy i gwałci Rosafiere. Ta opowiada później Jonathasowi swoje dramatyczne przeżycia, on natomiast wywozi ją z klasztoru, prawdopodobnie do Wenecji. Rosafiere przez siedem lat żyje w grzechu sprzedając swoje ciało. Po tym czasie Jonathas wyrusza na poszukiwanie ukochanej. Z wielkim trudem udaje mu się namówić Rosafiere na powrót do klasztoru. Tam okazuje się, że Maryja zajęła jej miejsce i Rosafiere może powrócić do swoich dawnych zajęć, nie tracąc w oczach ludzi godności (podobnie jak Beatrycze). Na koniec Maryja zabiera dusze Jonathasa, Rosafiere i Eglentine do nieba, ale również i duszę ojca dziewcząt, gdy ten odpokutuje swoje grzechy na ziemi ciężką chorobą trwającą 7 lat.